# Richard Z. Kruspe
Richard Zven Kruspe (geboren als Sven Kruspe, Wittenberge, 24 juni 1967) is de leadgitarist van de Duitse band Rammstein. 
Voordat hij met Rammstein zijn geld verdiende was hij verkoper. Ook speelde hij samen met Paul Landers & Christoph Schneider in de punkband Die Firma. Daarnaast speelde hij ook samen met Paul Landers, Till Lindemann en Jörg E. Mielke in de band First Arsch.

## Biografie
Kruspe werd geboren in Wittenberge, Oost-Duitsland. Hij heeft twee oudere zussen en een oudere broer. Zijn ouders scheidden toen hij jong was. Zijn moeder is later hertrouwd, maar hij kon nooit opschieten met zijn stiefvader.
Als kind was Kruspe een fan van KISS. Volgens hem vertegenwoordigde KISS het kapitalisme in zijn puurste vorm. Op de leeftijd van zestien jaar bezochten Kruspe en wat vrienden Tsjechoslowakije, waar hij een gitaar kocht. Hij leerde zichzelf gitaarspelen, naar eigen zeggen "omdat de meisjes dat interessant vonden".
Op negentienjarige leeftijd verhuisde hij naar Oost-Berlijn. Op 10 oktober 1989, voor de val van de Berlijnse Muur, reed hij met de metro. Toen hij boven de grond kwam, kwam hij in het midden van een politieke demonstratie terecht. Hij werd op zijn hoofd geslagen, gearresteerd voor zijn aanwezigheid en gedurende zes dagen gevangengezet. Toen hij uit de cel kwam besloot hij om via Tsjechoslowakije Oost-Duitsland te verlaten. Toen de Berlijnse Muur eenmaal gevallen was, verhuisde hij weer terug naar het voormalige Oost-Duitsland.

## Rammstein
Rammstein is in 1994 door Kruspe opgericht. Kruspe vond het moeilijk om teksten en de muziek tegelijkertijd te schrijven. Hij vroeg Till Lindemann erbij omdat hij hem vaak had horen zingen tijdens het werken. Een wedstrijd voor nieuwe bands werd aangekondigd en de prijs was opnametijd in de studio. De net gevormde band meldde zich aan voor die wedstrijd, nam een demo op onder de naam Rammstein en won.

## Emigrate
Emigrate is een solo-project van Kruspe. Voor diverse nummers is samengewerkt met andere artiesten o.a. Lemmy Kilmister en Marilyn Manson. Op het album "A Million Degrees" zingt Till Lindemann mee.

## Discografie
- Emigrate (2007)
- Silent So Long (2014)
- A Million Degrees (2018)

- Bibsys: 5098669
- Bibliothèque nationale de France: cb18066137k (data)
- Gemeinsame Normdatei: 135479258
- International Standard Name Identifier: 0000 0000 7880 3007
- Library of Congress Control Number: no2021050773
- MusicBrainz: 2c449bbd-b19e-456b-af78-f2e592ff2245
- Nationale Bibliotheek van Tsjechië: js20091215013
- Virtual International Authority File: 43055946